# Val-Revermont
Val-Revermont é uma comuna francesa na região administrativa de Auvérnia-Ródano-Alpes, no departamento de Ain. Estende-se por uma área de 45,42 km². Em 2010 a comuna tinha 2 629 habitantes (densidade: 57,9 hab./km²).
A municipalidade foi estabelecida em 1 de janeiro de 2016 e consiste na fusão das antigas comunas de Treffort-Cuisiat e Pressiat.